# Луїс Феліпе Сколарі
Луї́с Фелі́пе Сколарі́ (порт. Luiz Felipe Scolari; нар. 9 листопада 1948) — бразильський футбольний тренер і колишній футболіст.

## Особисте життя
Сколарі походить з італійської сім'ї, що імігрувала до Бразилії. Його батько, що народився в Венеції, в 1940-х роках, вважався одним з найкращих захисників в штаті Ріу-Гранді-ду-Сул. Сколарі успадкував від нього італійське громадянство.

## Тренерська кар'єра

### Клубні команди і Кувейт
Сколарі почав тренерську кар'єру в 1980-х в провінційному клубі «Сентро Спортіво Алагоано». За ним було декілька клубів в Бразилії і саудівський клуб «Аль-Шабаб», що став першим закордонним клубом Сколарі. 1987 року Сколарі тренував один з найвідоміших бразильських клубів — «Греміо». Проте і там він затримався ненадовго і незабаром перейшов в «Гояс». Після цього Сколарі на два роки виїхав до Кувейту, де тренував клуб «Аль-Кадісія» і збірну Кувейту. По поверненню до Бразилії в 1991 році Сколарі став наставником клубу «Крісіума» і виграв разом з ним Кубок Бразилії і свій перший крупний титул. У тому ж році він знов покинув Бразилію і виїхав до Саудівської Аравії в клуб «Аль-Ахлі» Джедда. Після цього рік перебував у старому клубі Сколарі «Аль-Кадісія».
У 1993 році Сколарі повернувся до Бразилії і знов очолив «Греміо». З цим клубом він в 1994 році виграв Кубок Бразилії, в 1995 році — Кубок Лібертадорес, а в 1996 році — першість Бразилії. Після цього мандрівник Сколарі виїхав до Японії в клуб «Джубіло Івата», але незабаром знову повернувся до Бразилії. На чолі «Палмейрас» він в 1998 році знову виграв Кубок Бразилії, а також завоював Кубок Меркосур і Кубок Лібертадорес. 2000 року Сколарі перейшов в «Крузейру».

### Тренер збірної Бразилії
Під керівництвом Емерсона Леау бразильці не виправдовували суспільних очікувань і в Кубку Конфедерацій 2001 року зайняли лише четверте місце. У червні 2001 року тренером Бразилії став Сколарі. Хоча спочатку негативні результати продовжилися, йому вдалося успішно пройти відбірковий тур до ЧС 2002, на якому Бразилія в п'ятий раз стала чемпіоном світу, вигравши у фіналі у збірної Німеччини. Після цього успіху він був вибраний тренером року ФІФА 2002. Проте, Бразильська футбольна конфедерація (CBF) і уболівальники були незадоволені його роботою і незабаром Сколарі був вимушений піти у відставку.

### Тренер збірної Португалії
З 2003 року Сколарі стає тренером збірної Португалії. На ЧЄ 2004 він вивів команду у фінал, поступившись в нім збірній Греції з мінімальним рахунком 0:1. Після невдалого фіналу він звернувся до португальців з проханням пробачити збірну за гру, що розчарувала, у фіналі. Разом з німцем Отто Рехагелем він був першим іноземним тренером, що досяг фіналу цієї першості.

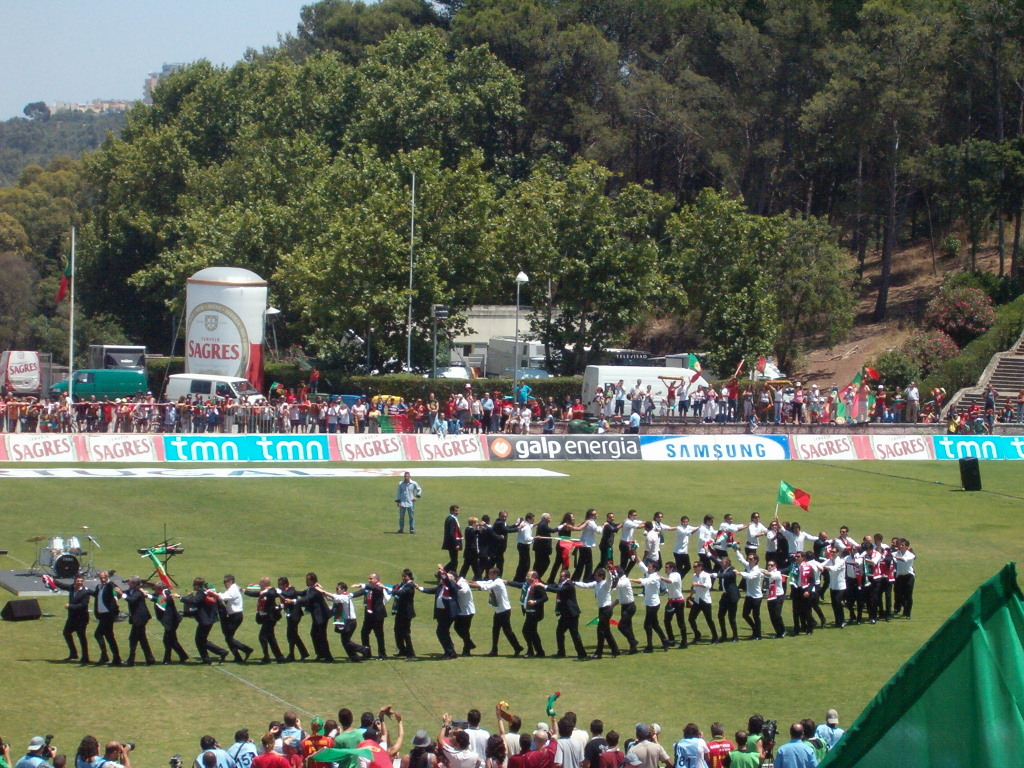
Святкування 4-го місця ЧС-2006 разом зі збірною Португалії (Сколарі — другий)

У квітні 2006 року британська преса обговорювала його кандидатуру на місце тренера збірної Англії Свена-йорана Ерікссона, проте Сколарі відмовився. Натомість він продовжив договір з португальською футбольною федерацією до ЧЄ 2008.
На Чемпіонаті Світу з футболу 2006 року, який проходив у Німеччині, його підопічні програли в півфіналі збірній Франції, після чого Сколарі висловив думку, що суддя підігравав французам. За підсумками чемпіонату збірна Португалії посіла четверте місце.
12 вересня 2007 року в матчі відбіркового туру до ЧЄ 2008 проти Сербії між Сколарі і сербським гравцем Івіцей Драгутіновічем дійшло до рукоприкладства. Зокрема, Сколарі намагався вдарити Драгутіновіча кулаком в обличчя. Пізніше він стверджував, що доторкнувся тільки до волосся серба, але відеоаналіз показав, що удар Сколарі не влучив у ціль тільки через те, що Драгутіновіч встиг ухилитися. Тому Сколарі був дискваліфікований УЄФА на чотири гри. На ЧЄ 2008 він не досяг нічого надприродного програвши в чвертьфіналі збірній Німеччині 2:3. Від збірної Португалії і від її тренера на цьому чемпіонаті чекали більшого.

### Тренер «Челсі»
11 червня 2008 року, під час групового турніру чемпіонату Європи, було офіційно оголошено про те, що після закінчення турніру, а саме з 1 липня 2008 року Сколарі займе пост головного тренера англійського футбольного клубу «Челсі».

## Тренерські досягнення
Клуби
- Чемпіон штату Алагоас: 1982 («ССА»)
- Чемпіон штату Ріу-Гранді-ду-Сул (3): 1987, 1995, 1996 («Греміо»)
- Чемпіон Бразилії: 1996 («Греміо»)
- Володар Кубка Бразилії (3): 1991 («Крісіума»), 1994 («Греміо»), 1998 («Палмейрас»)
- Володар Кубка Лібертадорес (2): 1995 («Греміо»), 1999 («Палмейрас»)
- Володар Рекопи Південної Америки: 1996 («Греміо»)
- Володар Кубка Меркосур: 1998 («Палмейрас»)
- Чемпіон Узбекистану: 2009 («Буньодкор»)
- Чемпіон Китаю: 2015, 2016, 2017 («Гуанчжоу Евергранд»)
- Володар Кубка Китаю: 2016 («Гуанчжоу Евергранд»)
- Володар Суперкубка Китаю: 2016, 2017 («Гуанчжоу Евергранд»)
- Клубний чемпіон Азії: 2015 («Гуанчжоу Евергранд»)

Збірні
- Переможець Кубка націй Перської затоки: 1990
- Чемпіон світу: 2002
- Віце-чемпіон Європи: 2004
- Переможець Кубка конфедерацій: 2013

Особисті
- Футбольний тренер року в Південній Америці (2): 1999, 2002
- Тренер року ФІФА: 2002